# Kamigyō

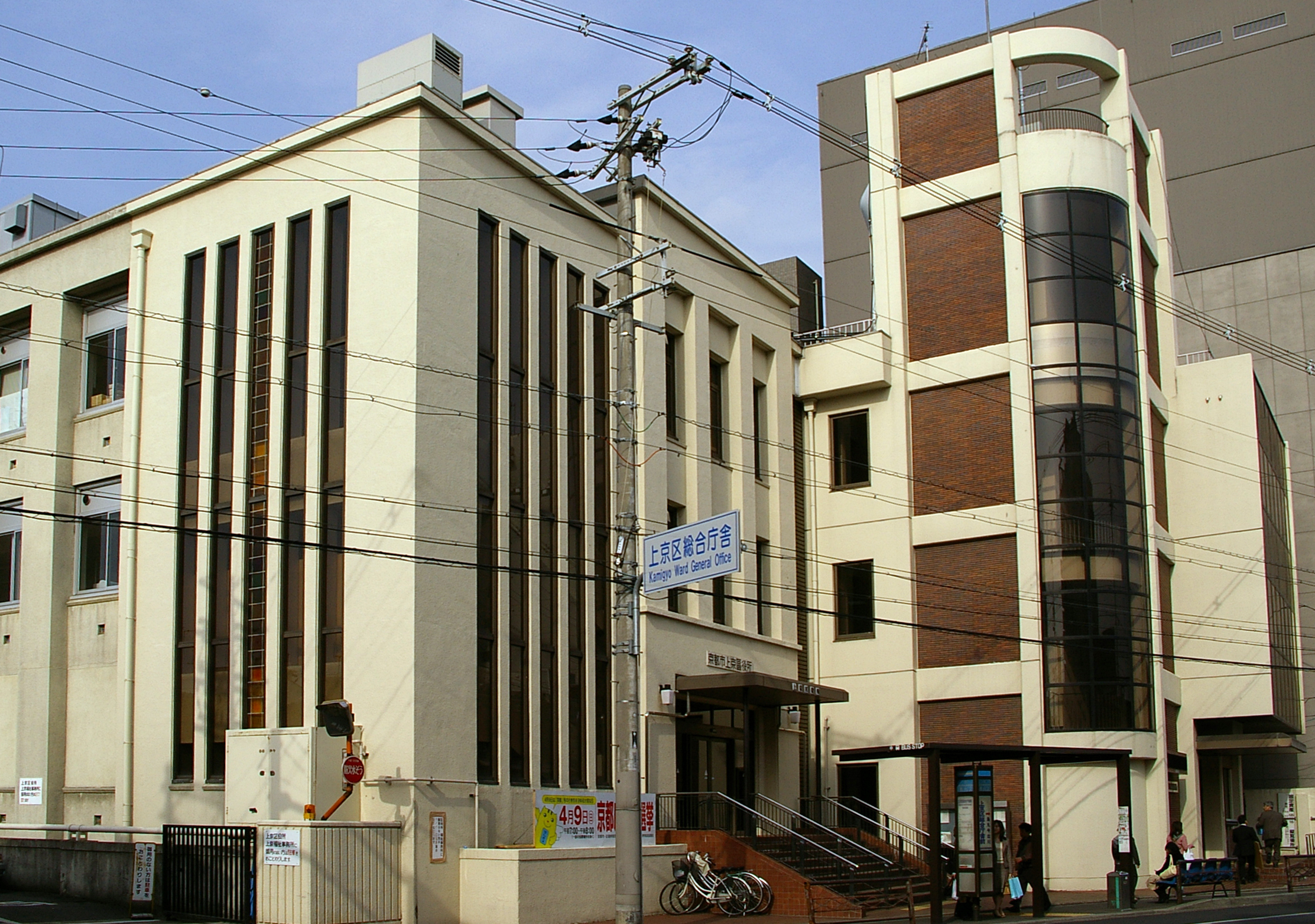
Ajuntament de districte

Kamigyō (上京区, Kamigyō-ku) és un dels onze districtes de la ciutat de Kyoto, a la prefectura del mateix nom, al Japó. El seu nom, traduït al català vol dir "damunt de la capital" o "sobre la capital", amb els kanjis d'amunt (上) i capital (京), fent referència a la seua ubicació geogràfica durant el període com a capital imperial del Japó.

## Geografia
El districte de Kamigyō es troba al centre de l'actual municipi de Kyoto, però abans suposava el nord de l'antiga capital imperial, per això el seu nom: "Kami" (上): amunt, "gyō" (京): capital. El riu Kamo flueix i passa pel límit oriental del districte. Al districte es troben edificis de notable importància com el de l'Assemblea Prefectural de Kyoto, el centre prefectural per a les arts i la cultura o el consulat general del Perú al Japó.

### Barris
- Seiitsu (成逸)
- Muromachi (室町)
- Kenryū (乾隆)
- Nishijin (西陣)
- Shōran (翔鸞)
- Karaku (嘉楽)
- Tōen (桃薗)
- Ogawa (小川)
- Kyōgoku (京極)
- Ninna (仁和)
- Seishin (正親)
- Juraku (聚楽)
- Chūritsu (中立)
- Demizu (出水)
- Taiken (待賢)
- Shigeno (滋野)
- Kasuga (春日)

## Història
En el passat, durant l'època de Kyoto com a capital imperial del Japó, aquesta zona era el districte residencial de la noblesa i les classes més poderoses. Actualment, hi podem trobar monuments com el Palau Imperial de Kyoto, els santuaris xintoistes de Kitano i de Seimei o algunes escoles de la cerimònia del te com l'urasenke o l'omotesenke. Kamigyō és un dels districtes originals de la ciutat fundat el 1879, tot i que ha patit escissions com les dels districtes de Higashiyama, Sakyō, Nakagyō (actual centre de la ciutat) i Kita.

## Demografia
| 1920   | 1930   | 1940   | 1950   | 1960    | 1970    | 1980   |
| ------ | ------ | ------ | ------ | ------- | ------- | ------ |
| n/a    | n/a    | n/a    | n/a    | 148.427 | 124.456 | 99.262 |
| 1990   | 2000   | 2010   | 2020   | 2030    | 2040    | 2050   |
| 87.861 | 84.187 | 83.264 | 83.350 | -       | -       | -      |

## Transport

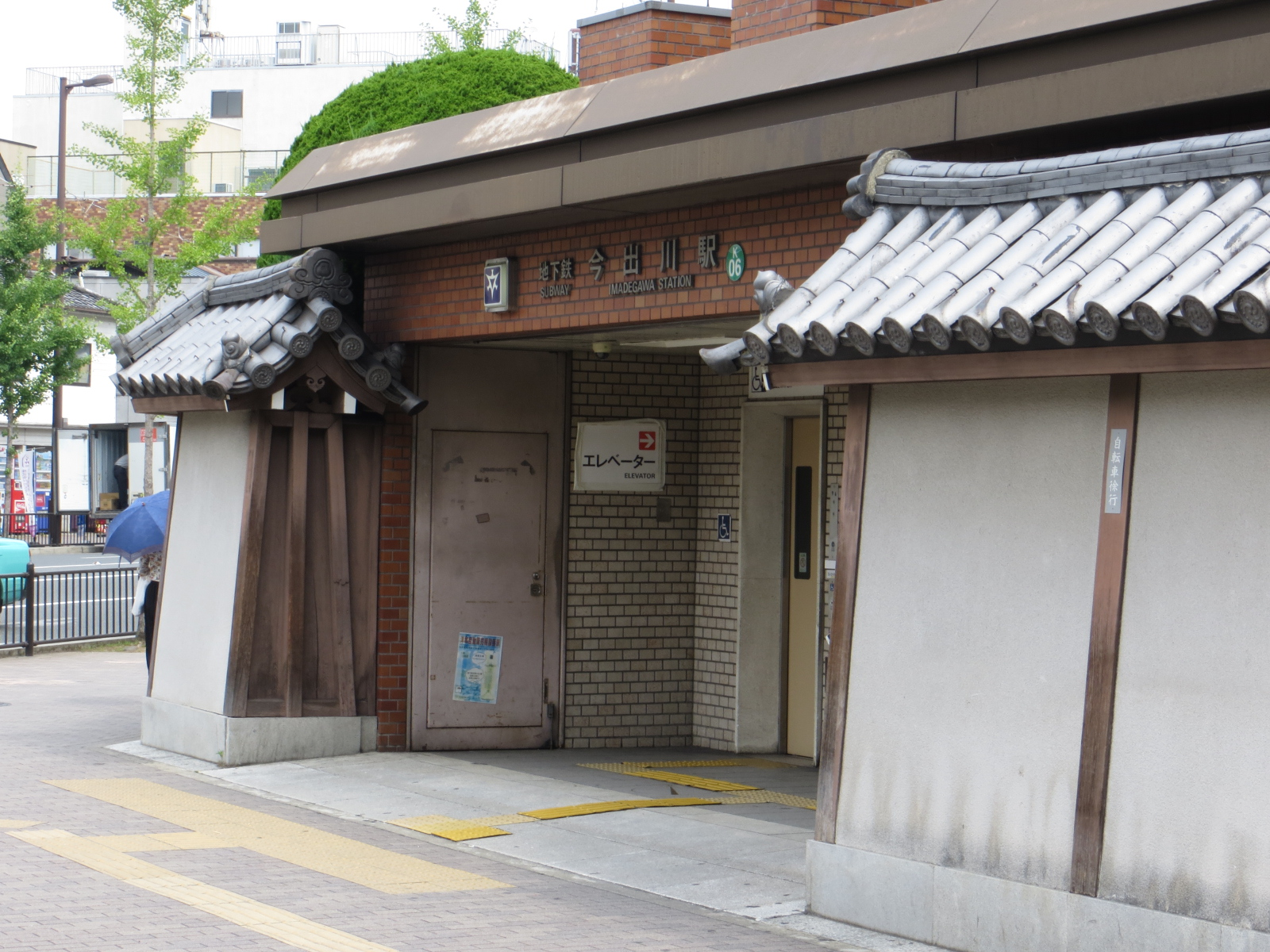
Estació d'Imadegawa

### Ferrocarril
- Metro de Kyoto
  - Kuramaguchi - Imadegawa
- Ferrocarril Elèctric de Kyoto-Fukui (Keifuku)

Tot i que al districte no n'hi ha cap parada d'aquesta companyia, a la contornada existeixen. Des del 1925 fins al 1958, al districte hi hagué una estació d'aquesta companyia: l'estació de Kitano.